# 渋川正清
渋川 正清（しぶかわ まさきよ、寛保3年（1743年） - 寛政11年6月15日（1799年7月17日））は、江戸時代中期の江戸幕府天文方。川口流清の子で渋川光洪の養子。通称孫次郎・主水。
明和8年（1771年）に叔父の渋川光洪が子供のないまま没すると、末期養子として家督を相続して天文方に任命された。渋川家は、たび重なる当主の急逝と養子相続によって、渋川春海以来の家学が事実上失われ、天文方は吉田秀長や山路主住によって運営されていた。さらに宝暦暦の改暦の事実上の失敗によって、天文方が改暦の実権を取り戻した中で行われた寛政暦改暦も高橋至時らによって行われ、正清はほとんど関与をしなかった。養子の正陽も正清の実家から迎えられた養子であったことから、渋川家は天文方の筆頭の家柄でありながら、光洪・正清・正陽と3代にわたって名ばかりの存在として扱われることになった。

## 系譜
- 父：川口流清
- 母：不詳
- 養父：渋川光洪
- 妻：不詳
- 養子：渋川正陽 - 川口春芳の子